# Panzerwurfkörper 42
La Panzerwurfkörper 42 fue una granada de fusil HEAT desarrollada por Alemania y utilizada por la Wehrmacht durante la Segunda Guerra Mundial. La Panzerwurfkörper 42 fue diseñada para ser disparada desde una Leuchtpistole, pistola de bengalas en español.

## Diseño
La Panzerwurfkörper 42 era una granada antitanque que se podía disparar desde la Leuchtpistole 34, la Leuchtpistole 42 o la Sturmpistole, que les ofrecía a las tropas alemanas un arma antitanque pequeña y ligera para atacar vehículos blindados a corta distancia que no podían ser atacados satisfactoriamente por armas de infantería o artillería sin poner en peligro a las tropas amigas. 
El diseño de la Panzerwurfkörper 42 era similar a la Wurfkörper 361, sus componentes principales eran una cubierta, cono de acero interno, parte superior de acero, varilla de acero, banda de rotación estriada, carga explosiva y una espoleta inercial. La Leuchtpistole era una pistola de bengalas con cañón basculante y un cartucho fogueo con casquillo de latón o de aluminio que contenía la carga propulsora era introducido en la recámara de la pistola. A continuación, la granada y su varilla se insertaban en la boca del arma y la banda de rotación se encajaba en el estriado del interior del casquillo del cartucho de fogueo. El arma se cerraba y el martillo era armado para disparar.
Cuando el arma se disparaba, la varilla y la granada eran expulsados del cañón. Al impactar el objetivo, la espoleta inercial en la base de la granada encendía la carga explosiva que colapsaba el cono de acero interno para crear un chorro superplástico de alta velocidad para atravesar el blindaje enemigo. Como las municiones HEAT dependen de la energía química para penetrar el blindaje enemigo, la baja velocidad de la granada no afectó negativamente la penetración. Una desventaja de la Panzerwurfkörper 42 era su corto alcance de 69 metros (75 yardas) y solo podía penetrar 80 mm (3.1 in) de BHL.

## Galería

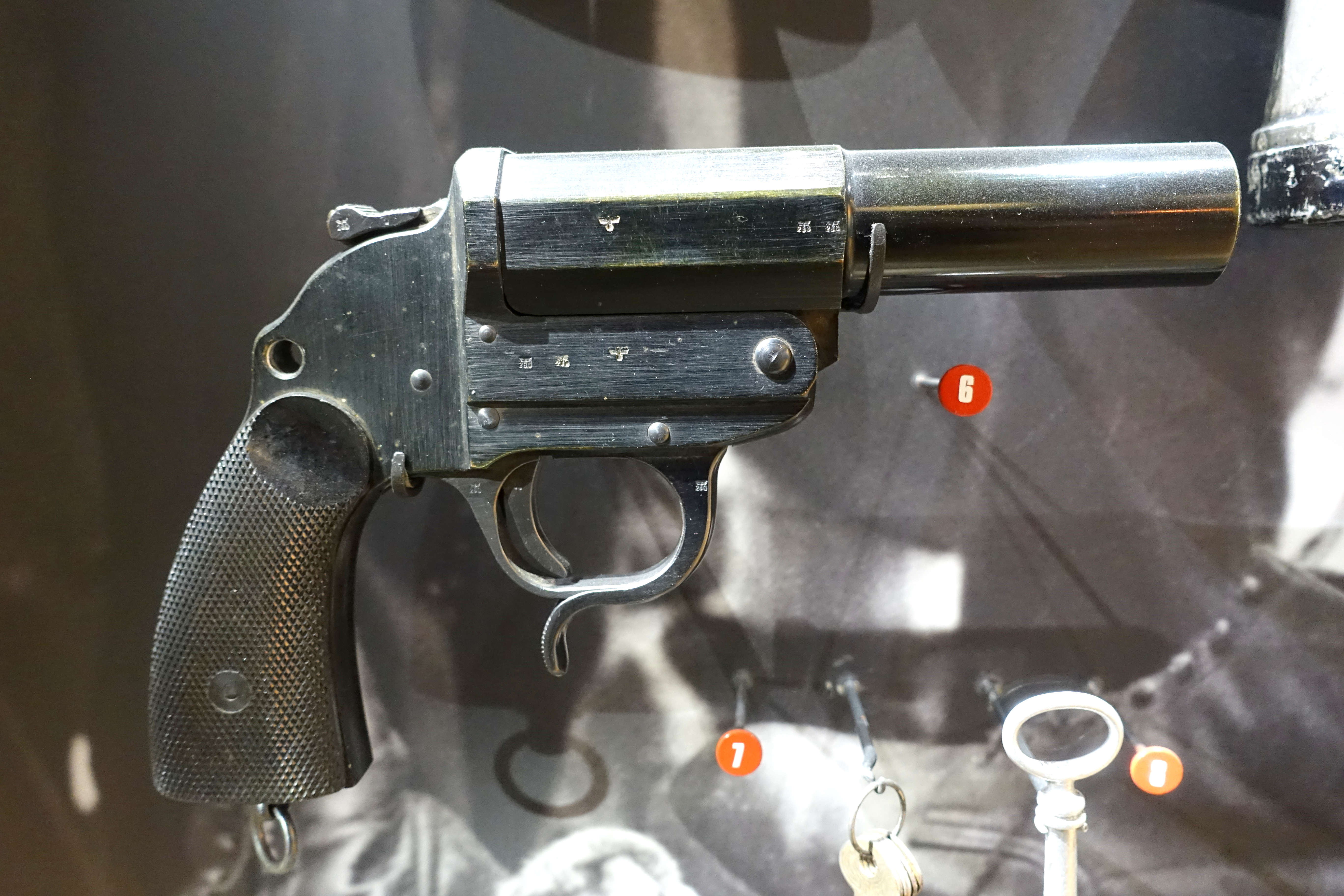
Una Leuchtpistole 34.
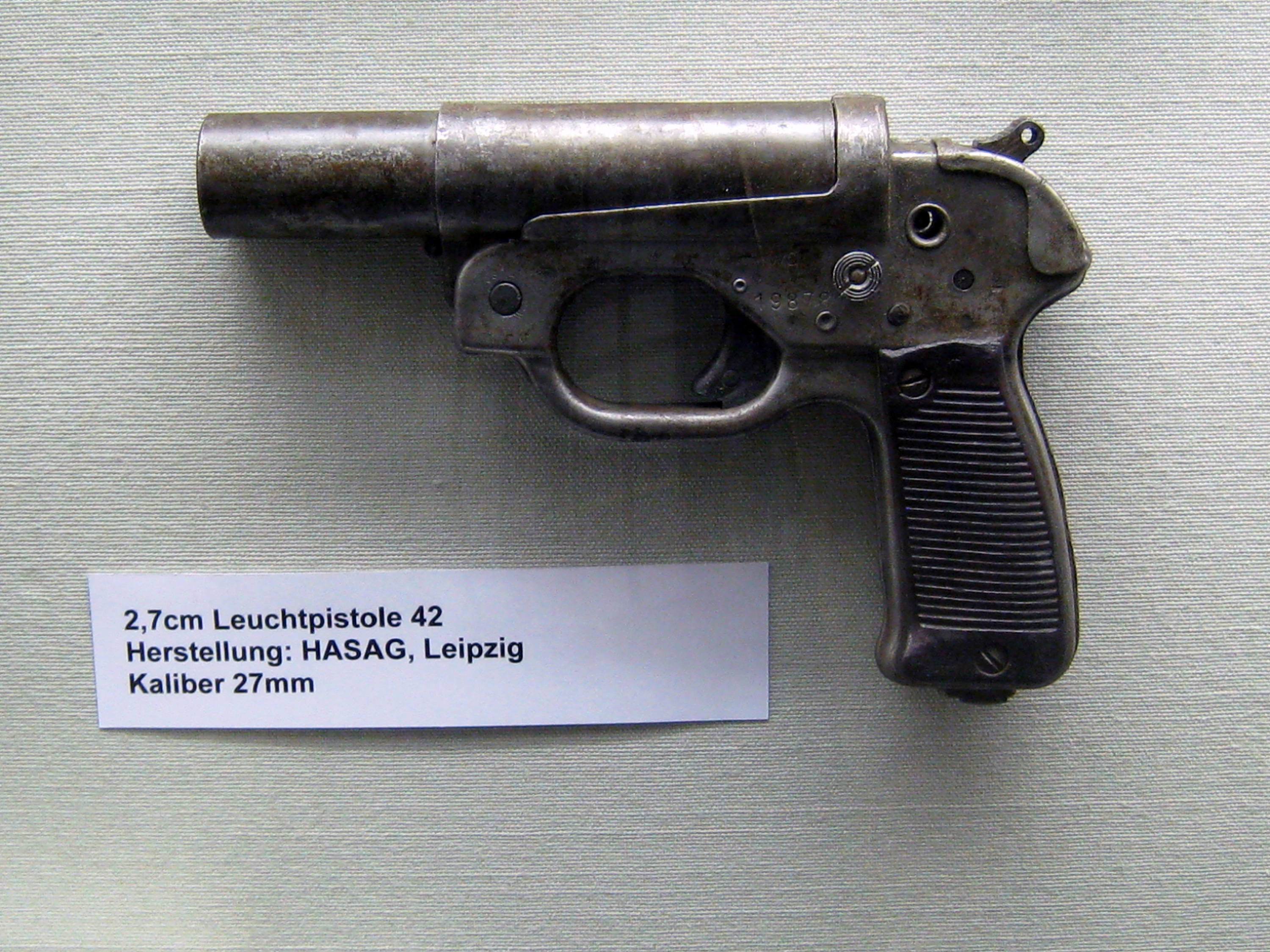
Una Leuchtpistole 42.
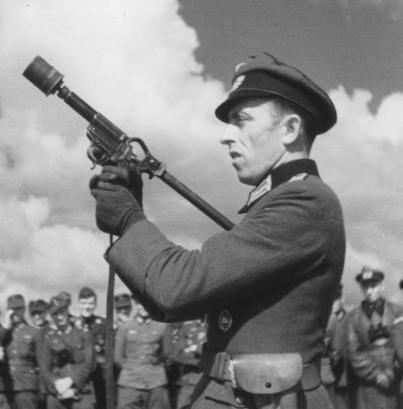
Oficial con una Sturmpistole.